# Hymenodiscus coronata
Hymenodiscus coronata är en sjöstjärneart som först beskrevs av Georg Ossian Sars 1872.  Hymenodiscus coronata ingår i släktet Hymenodiscus och familjen Brisingidae. Inga underarter finns listade i Catalogue of Life.